# Kennedale (Texas)
Kennedale város az USA Texas államában, Tarrant megyében. Lakosainak száma 8517 fő (2020. április 1.).

## Népesség
A település népességének változása:

| 2010 | 6 763 |
| 2020 | 8 517 |